# Mór Than

Mór Than

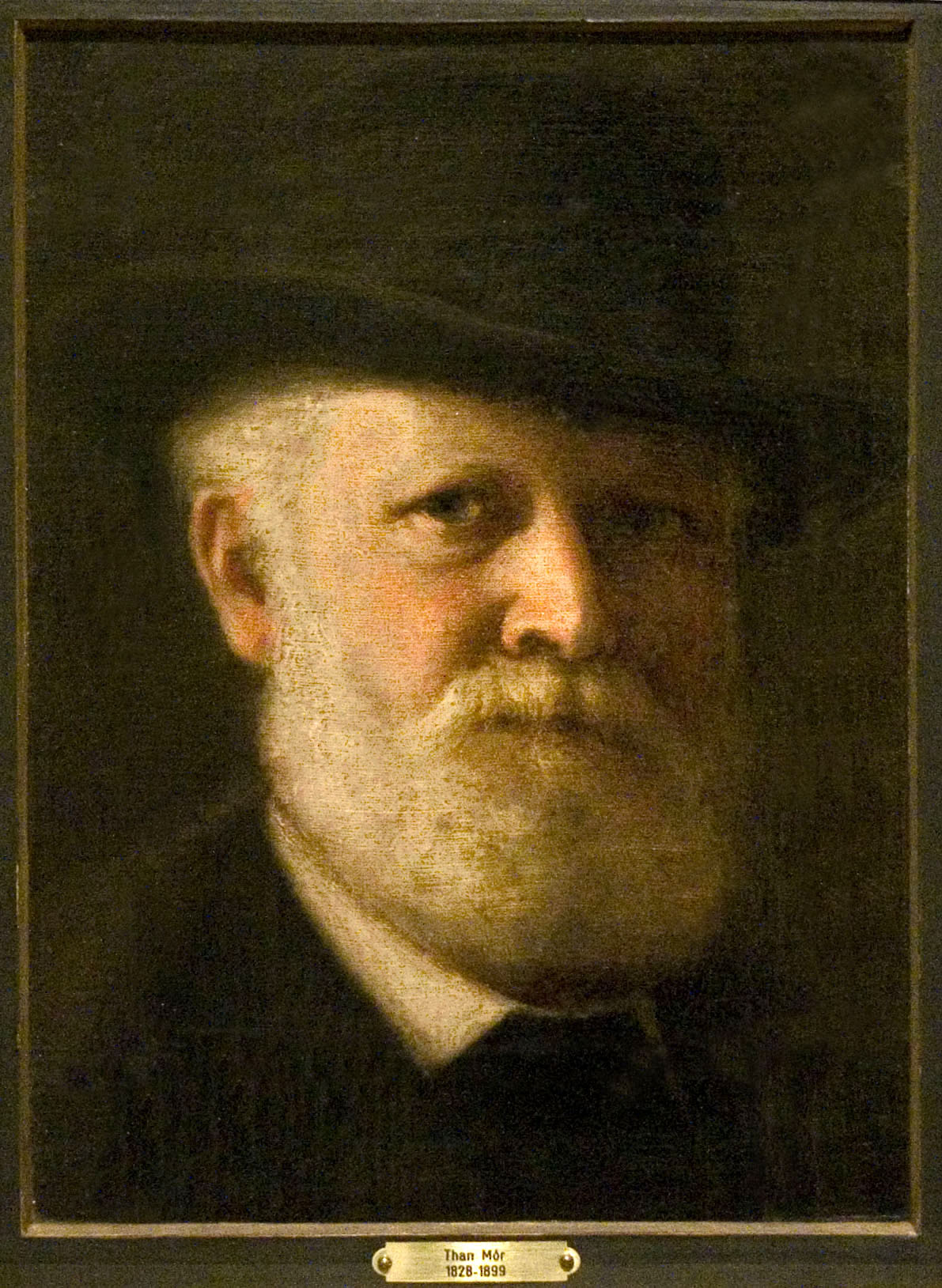
Selbstporträt

Mór Than (* 19. Juni 1828 in Óbecse [Altbetsche], Komitat Bács-Bodrog; † 11. März 1899 in Triest) war ein ungarischer Genre-, Historien- und Porträtmaler.

## Leben
Than war ein Sohn des Gutsverwalters János Than und dessen Frau Ottillia (geborene Setény) sowie ein Bruder des späteren Barons Károly Than von Nemesapát. Er wurde 1846 ein Schüler im Atelier des Malers Nikolaus von Barabás. Than studierte 1848 Philosophie und Jura in Pest (Budapest), wandte sich dann aber der Malerei zu. Er nahm an den Kämpfen des Jahres 1849 teil, wo er sich als Maler unter General Arthur Görgey von Görgö und Toporcz betätigte und setzte 1851 seine Studien an der Wiener Akademie bei Franz Josef Dobiaschofsky, Joseph von Führich, Leopold Kupelwieser und 1852 bei Carl Rahl fort. Er folgte Rahl nach dessen Fortgang von der Akademie und beendete sein Studium in dessen Privatschule.
Nach einer im Jahr 1855 begonnenen Studienreise durch Belgien, Deutschland und Frankreich malte er 1856 in Paris ein Bildnis der Schlacht bei Mohács. Er kehrte kurzzeitig in das Atelier von Rahl zurück, konnte danach aber durch einen 1857 gewonnenen Preis des Pester Kunstvereins eine weitere Studienreise antreten. Bis 1859 hielt er sich in Rom auf, wo er mehrere Bilder aus den Geschichten rund um Odysseus für den Baron Georg Simon von Sina ausführte. Anschließend erhielt er 1859 gemeinsam mit Károly Lotz den Auftrag zur Ausführung eines Wandgemäldes im Redoutensaal in Pest, das die „Wiedervereinigung des Königssohns mit der Zauberhelene“ darstellt. Than eröffnete Anfang der 1860er Jahre ein eigenes Atelier und fertigte eine Reihe von Altargemälden, Porträtbildnissen und Historienmalereien, drunter ein mit gemeinsam geschaffenes Wandgemälde und einen Fries zur Geschichte Ungarns im Treppenhaus des Nationalmuseums.
Im Jahr 1873 erhielt Than auf der Wiener Weltausstellung den ersten Preis für Historienbilder für sein seine Darstellung der Begegnung Rudolfs von Habsburg mit König Ladislaus IV. nach der Schlacht auf dem Marchfeld.
Von 1885 bis 1890 lebte er in Italien und war von 1890 bis 1898 Kustos der Bildergalerie des Ungarischen Nationalmuseums, wo er 1896 kurzzeitig Direktor der modernen Ungarischen Galerie wurde. Aus gesundheitlichen Gründen kehrte er anschließend wieder nach Italien zurück.

## Auszeichnungen (Auswahl)
- 1867: Ernennung zum Ritter des Franz Josef-Ordrdens
- 1873: 1. Preis für Historienmalerei bei der Weltausstellung in Wien
- 1885: Medaille in Budapest

## Werke (Auswahl)

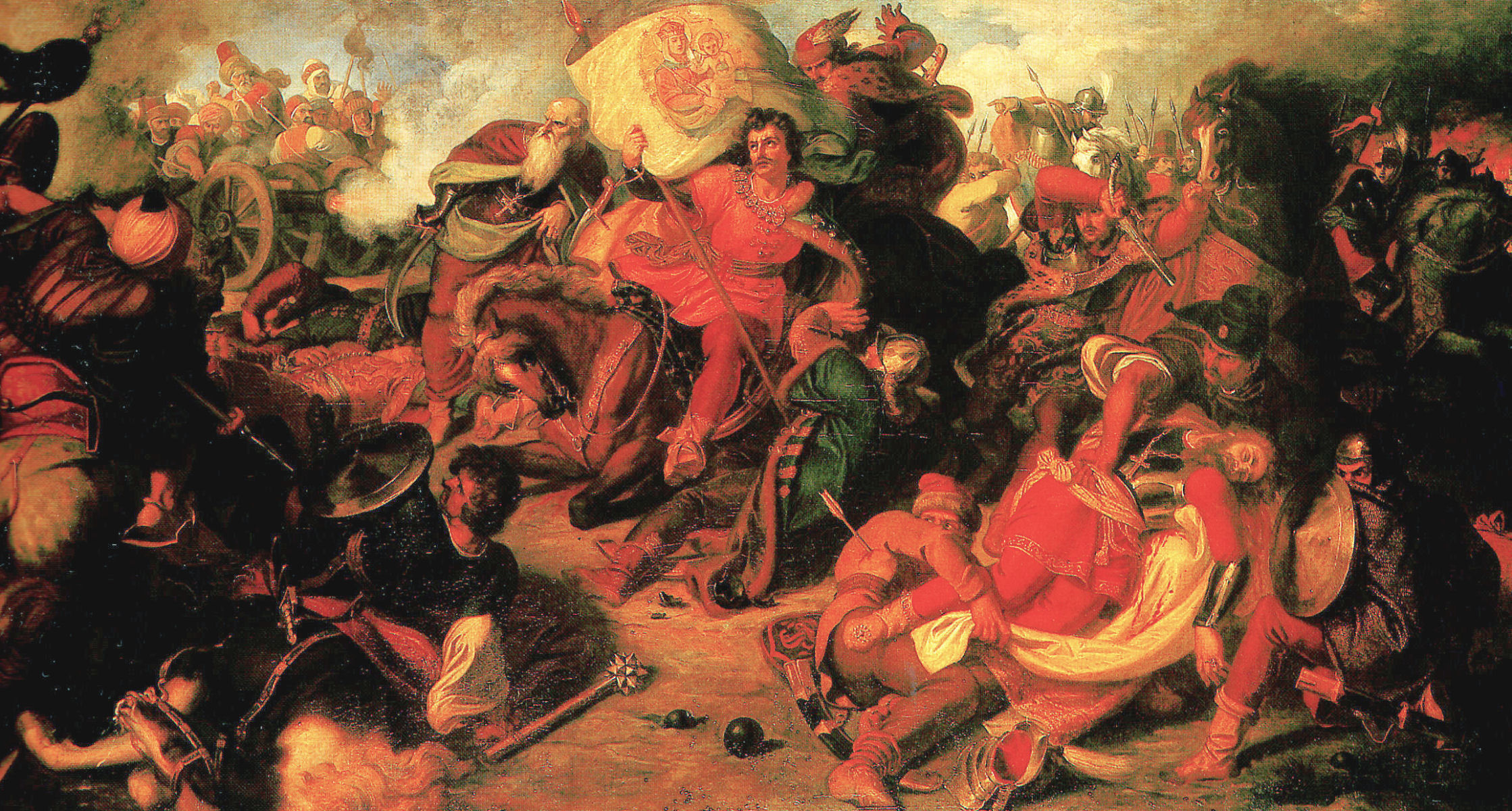
Die Schlacht bei Mohács

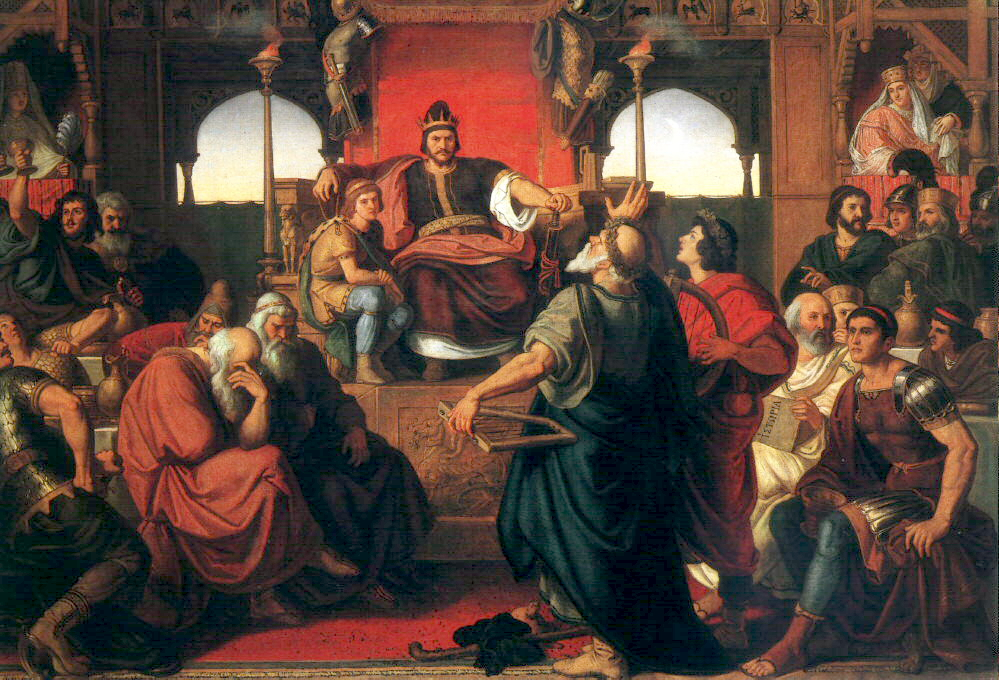
Attila lakomája (1870)

- Angelika und Medor (Szene aus Der rasende Roland von Ludovico Ariosto)
- Die Gefangennahme von Nyáry und Pekry, 1853
- Bauernhochzeit, 1859
- Liebe der Fata Morgana, 1866
- Der Kaisers von Österreich großer Saal des neuen Bibliotheksgebäudes
- Kaiser Franz Josef Rathhaus Budapest
- Attilas Gastmahl oder Das Bankett von König Attila Städtische Redoute Budapest
- König  Mathias und seine Gelehrten
- Fresken im Nationalmuseum (1875–1876), in der Oper (1882) und der Ostbahnhofshalle (1883) in Budapest
- Leda
- Selbstbildniss
- König Imre bezwingt seinen aufrührerischen Bruder
- Der Reichstag zu Onod
- Die Begegnung des Königs Ladislaus IV. mit Rudolph von Habsburg nach der Schlacht auf dem Marchfeld
- Francesca da Rimini
- Wahrsagerin
- Volksleben in Rom